# کالنجر

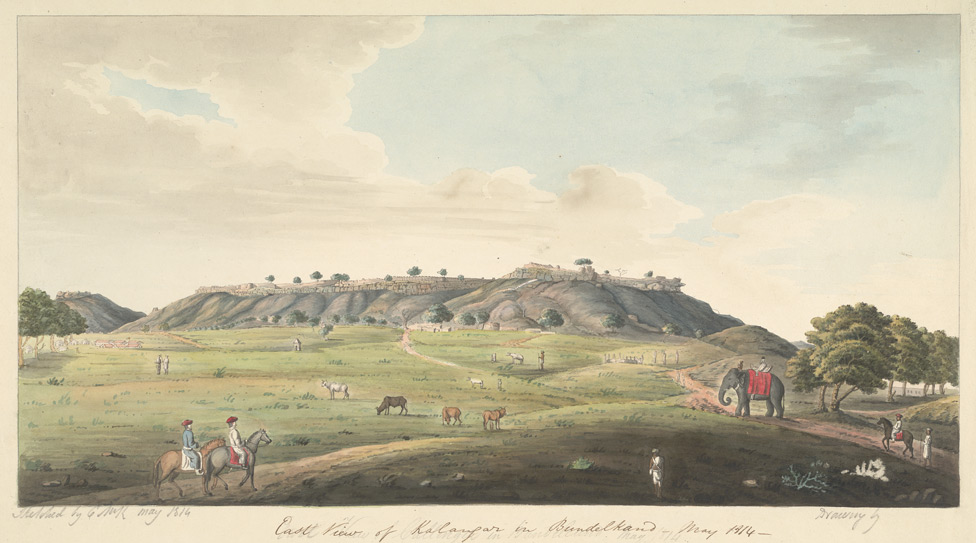
قلعه کالنجر

کالَنجَر (هندی: कालिंजर) شهر محصور و قلعه‌ای است قدیمی است در هندوستان در جنوب جمنا از شاخه‌های رود گنگ و در جنوب غربی شهر اﷲآباد کنونی. در قدیم معروف بود که از کالنجر نیل، که ماده‌ای است برای رنگ کردن، می‌آورند.
دژ مشهور آن «قلعه کالنجر» در سال ۵۹۹ق به دست غلام و سردار سلطان محمد غوری به نام قطب‌الدین ایبک (مؤسس سلسله ممالیک هند، سلاطین دهلی) فتح گردید. سلطان محمود غزنوی نیز قلعه کالنجر را فتح کرد.
و این کالنجر غیر از قلعه‌ای است که به همین نام که در کشمیر بود و سلطان محمود وزیر خود احمد بن حسن میمندی را در آنجا محبوس ساخته بود.

## سلطان محمود در کالنجر
چون سلطان محمود از فتح قنوج بازگشت نندا (گنده) راجه کالنجر، راجاپال راجه قنوج را سرزنش کرده و وی را به علت اینکه از برابر سلطان گریخته ملامت کرد.
تریلوجیپال شاه هند با نندا (گنده) راجه کالنجر معاهده کرد و وی را بر آن آورد که در راه استرداد سلطنت او از دست سلطان محمود به وی یاری کند. این جنگ بین تریلوجیپال پادشاه هند و شایه در کنار رود که راه سلطان را مسدود کرده بود شروع گردید که بالاخره تریلوجیپال به هزیمت رفت و دویست و هفتاد فیل جنگی با دیگر غنایم بدست سپاهیان سلطان افتاد که از جمله دو خواهر و دو تن از شهزاده خانم‌ها و زنان تریلوجیپال نیز در این جنگ بدست افتاد.

## نگارخانه

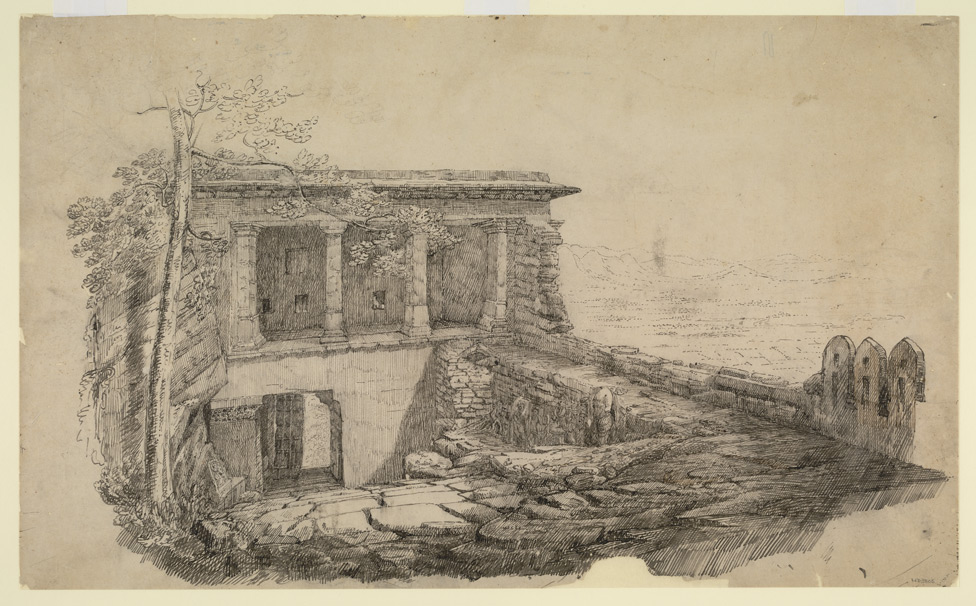
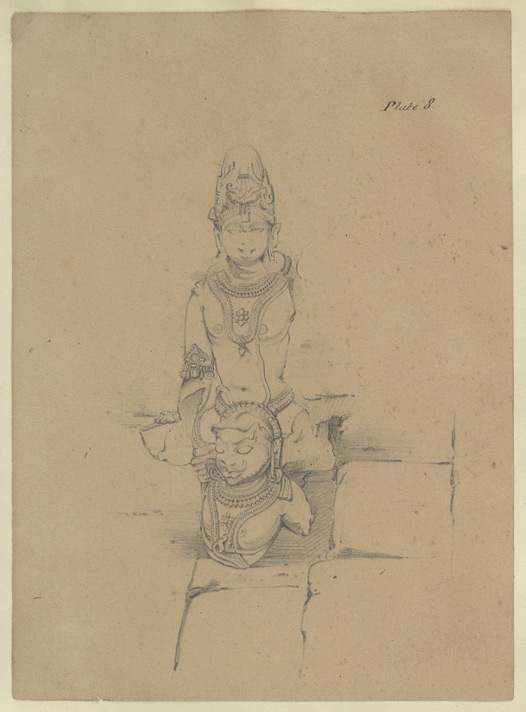
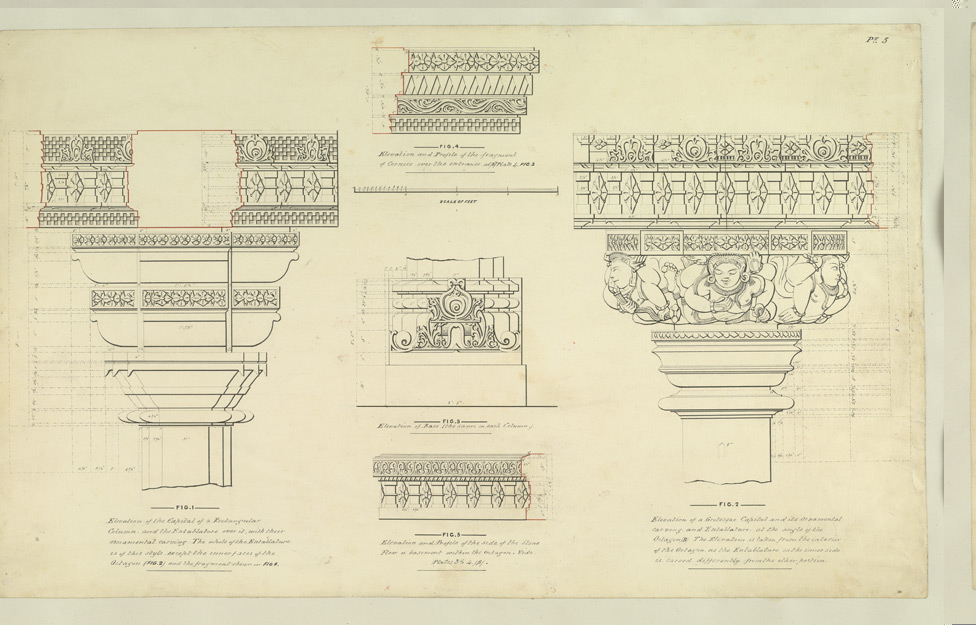
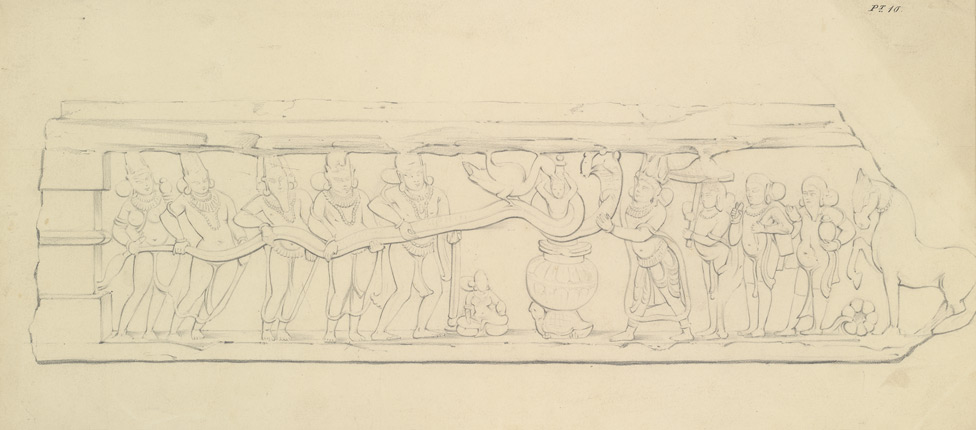
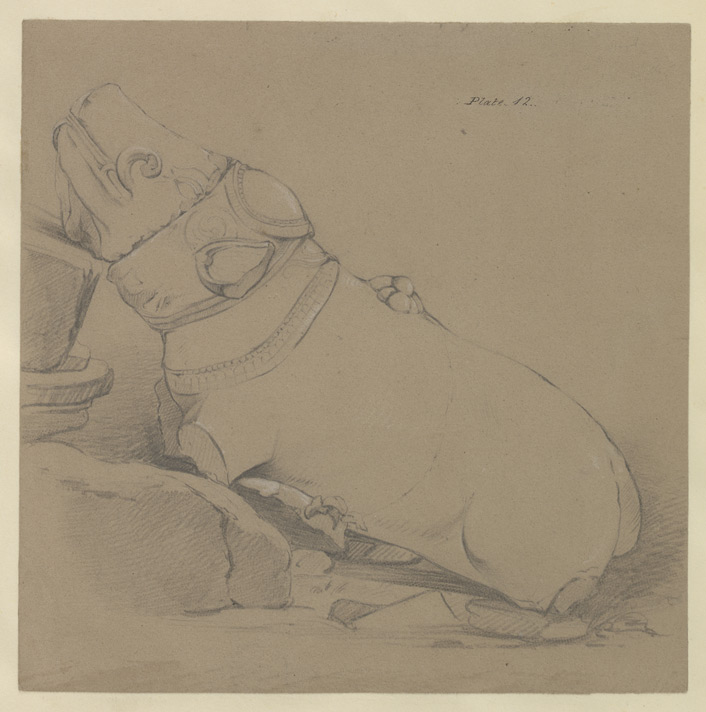
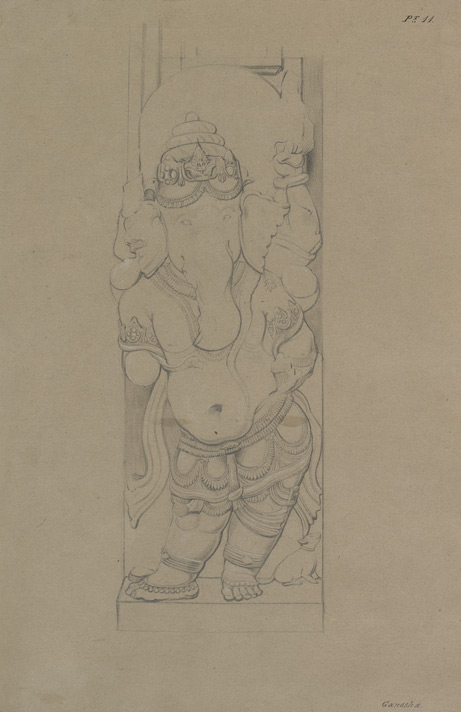
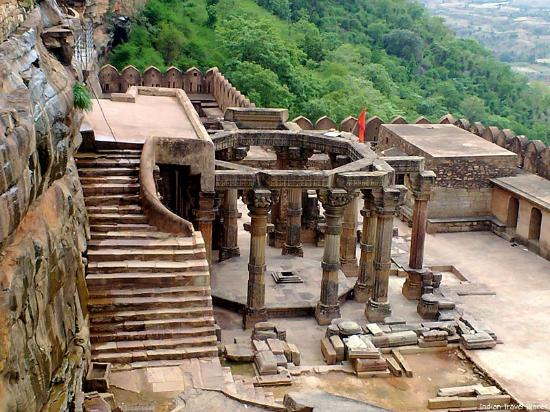
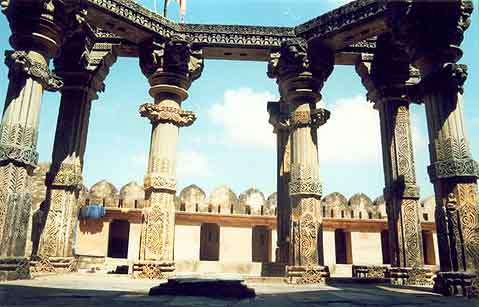
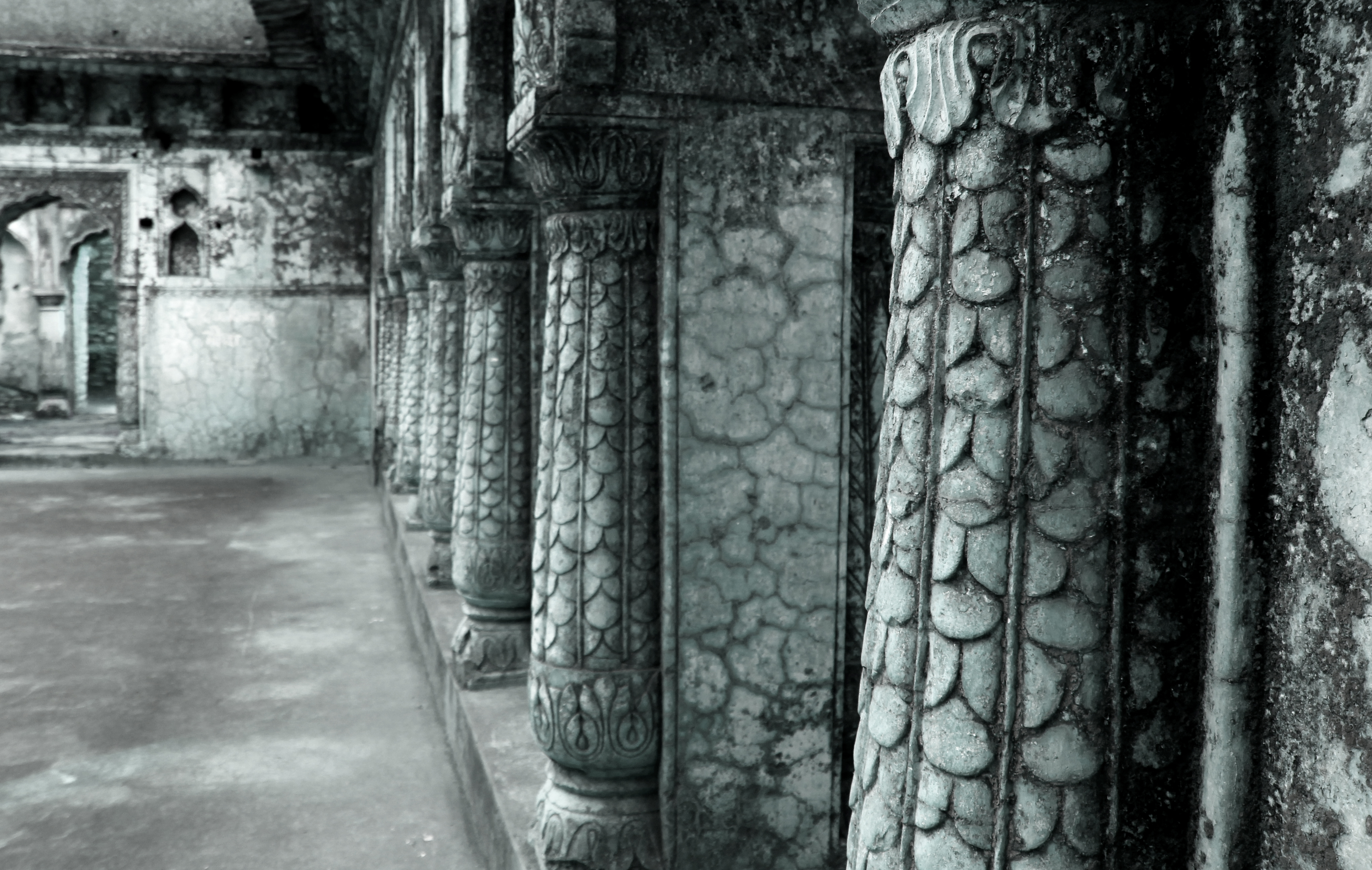